# Шамс ад-Дин Тебризи
Мавлана Шамсулхакк ва-д-дин Мухаммад ибн Али ибн Маликдад Тебризи (перс. شمس تبریزی‎, обычно упоминается под именем Шамс Тебризи, ок. 1185 год, Тебриз — 1248, Хой?) — персидский мыслитель, мистик, суфий, богослов и философ.

## Биография
С детства, ещё живя в Тебризе, всех удивлял своей одарённостью. То, что было под силу выучить этому мальчишке в один присест, другим удавалось лишь за месяцы тяжких трудов. Однажды, читая Коран, он дошёл до суры «Шамс». Его настолько очаровала красота этого стиха, что он объявил: «Отныне меня зовут Шамс».
Шамс Тебризи с малых лет начал изучать науки.
Позже он стал учеником Шайха Абубакра бин Исмаила Тирмизи, известного как Силабаф, и совершенствовал свои знания. Затем, странствуя по свету, учился у многих святых и полюсов суфизма и футуввата.
Во время одного из своих путешествий Шамс Табрези приехал в Дамаск, и на одной из площадей этого города произошла первая его встреча с Джалаледдином Руми (1207—1273). По некоторым сведениям, Руми там увидел Шамса Табрези, который был в чёрной шерстяной одежде, но тот, сказав ему «Найди меня!», исчез. В это время, которое соответствует 1234 году, Джалаледдин Руми учился в медресе Халавия Дамаска.
Шамс Табрези, по некоторым сведениям, после этого вернулся из Дамаска в Тебриз и оттуда собрался в Малую Азию. В 1243 г. он прибыл в город Конья и остановился в городке продавцов сахара. В это время он встретился с Руми, и между ними завязалась дружба. В начале этой встречи Шамс Табрези, будто бы, увидев Джалаледдина, встал ему навстречу и спросил: «О, имам мусульман, кто более велик — Баязид или Мухаммад?». После этого Руми привел Шамса из городка продавцов сахара в своё медресе и в одной из её комнат (по другим сведениям в доме Салахуддина Заркуба) около 40 дней, а по другим источникам, около трех месяцев, изолировавшись от других, они провели беседы.
Дружба с Шамсом вызвала в мировоззрении Руми глубокие перемены, и это не понравилось некоторым его последователям. Вследствие интриг некоторых друзей Руми, которые собирались убить Шамса, последний в день четверга 21 шаввала 643 г. хиджры (1244 г.) исчез. Он покинул Конью и держал путь в сторону Шама (Сирия). Руми со своими друзьями и сыном Султанваладом тоже направился в Шам. По некоторым сведениям в тот же шаввал 643 г. хиджры (1244 г.) Руми и Шамс встретились в Дамаске. Впоследствии Султанвалад опять привёл Шамса в город Конья.
Живя в городе Конья, Шамс Табрези женился на одной из учениц Руми по имени Кимияхатун. После внезапной смерти этой женщины, которую, как будто, любил и сын Джалалаледдина — Алауддин и вследствие продолжения интриг последователей Руми против Шамса, он в месяце шабан 644 г. хиджры (1245 г.) опять исчез. По некоторым сведениям, оставив Конью, Шамс направился в Дамаск. Но существует легенда, согласно которой Шамс Табрези был убит друзьями Руми, среди которых был и его второй сын Алауддин. Поэтому, по некоторым сведениям, Руми даже не присутствовал на похоронах этого своего сына, когда тот умер вследствие неизлечимой болезни. В любом случае, и после этого, Мавлана Джалаледдин долго искал Шамса, но больше не смог найти его. Однажды за весть, согласно которой, как будто бы, встретили Шамса в Дамаске, Джалалледин дал подарки, но эта весть оказалась ложной. Руми при этом сказал: «Из-за ложной вести я дал чалму и халат, если бы весть была правдивой, я вместо халата отдал бы свою душу». Эти слова указывают, несомненно, на ту ценность, которую Шамс представлял для Руми.
По источникам известно, что Шамс постоянно одевал чёрное сукно и такая одежда именно с этих времён стала распространяться среди суфиев Малой Азии. Иногда Шамса называли Сайфуллахом («Меч Бога»), ибо если он обижался на кого-нибудь, то «убил бы его или ранил бы его душу». Его иногда считают святым.
О степени учёности Шамса имеются такие сведения, что он очень хорошо знал химию, математику, богословие, астрономию, логику и философию. Имея в виду такую степень учёности Шамса, Руми говорил: «Учёные, занимающиеся внешними сущностями, осведомлены о словах пророка, а господин Мавлана Шамсуддин осведомлен о тайнах пророка». То, что Шамс написал какое-либо произведение своей рукою или нет, доподлинно неизвестно, но известно, что он не любил писать самолично. Однако его ученики записали его проповеди, которые известны под названием «Маколоти Шамси Табрези» («Высказывания Шамса Табрези»). По мнению Б. Фурузанфара, эти высказывания представляют собой те слова, которые Шамс «произнёс во время сборов и те вопросы и ответы, которые имели место между ним и Руми, его учениками, или соперниками, и отрывочность выражений и вопросов показывает, что книга не написана самим Шамсуддином, а является ежедневной записью учеников, которые собраны беспорядочно». Кроме того, одна поэма под названием «Маргуб-ул-кулуб» («Желанное для сердец»), которая опубликована в Тегеране как приложение к «Гулшани роз» («Цветник тайн») Шабистари, приписывается перу Шамсу Табрези, но истинность этого факта тоже не подтверждается.
Что касается мировоззрения Шамса, то его можно оценить лишь посредством анализа и исследования его «Маколот» и сведений средневековых источников. В этом же направлении, прежде всего, важно определение истоков его идей. Ислам, суфизм и футувват, последователем которых является Шамс, несомненно, занимают важное место в формировании его мировоззрения. Что касается отдельных личностей, то необходимо, прежде всего, упоминание имени Руми, ибо в некоторых источниках считают Шамса его учеником.
То, что Шамс является учеником Руми или наоборот, выявить очень сложно. По сведениям источников, Руми считал Шамса великим учёным, а последний в этом качестве признавал Руми. Шамс сам говорил, что «если мне стараться в течение ста лет, то не смогу достичь и десятую часть его (Руми — Х. З.) знаний и ремесла». Но, одновременно, он признаёт свои отношения с Руми как дружеские отношения и сотрудничества, а не как отношения ученика и учителя. С другой стороны, Шамс не занимался учительством и не имел учеников (кроме одного — Шайха Ибрахима, имя которого упоминается в «Маколот»). Опираясь на эти факты, можно утверждать, что искать в связях Руми и Шамса отношения ученика и учителя, не будет плодотворным занятием. Определение связи этих двух гениев как отношения двух равных учёных, которые дополняют друг друга, больше соответствует истине. На основе этого же факта можно заключить, что в формировании взглядов Шамса велика роль Руми.
Что касается других отдельных личностей, которые как-то могли повлиять на Шамса, то среди них необходимо упоминать некоторых его предшественников, приведённых в его генеалогии (силсила или шаджара). Точное определение степени их влияния на мыслителя невозможно, однако упоминание их имен небесполезно. Эта генеалогия такова: Али — Ма’руф Кархи — Сарри Сакати — Джунайд Багдади — Абуали Рудбари — Салам Магриби — Абдулкадир Сухраварди — Кутбуддин Абхари — Рукнуддин Сиджаси. Необходимо отметить, что большинство этих мыслителей упоминается и в генеалогии Руми.
По словам самого Шамса «Макамоти Боязид» («Стоянки Баязида») и идеи «Зод-ус-соликин» («Пища для путников»), которых он постоянно читал, также повлияли на формирование его взглядов.
В некоторых источниках отмечается, что Шамс Табрези был учеником Баба Джунди — последователя Наджмуддина Кубро. Но это мнение опровергнуто некоторыми современными исследователями, что, по нашему мнению, не безосновательно.
Таким образом, можно утверждать, что мировоззрение Шамса Табрези берёт своё начало из различных философских, религиозных направлений и учений отдельных мыслителей. В результате этого, он после себя оставил такое учение, которое имеет множество оригинальных и глубоких философских идей. Но его идеям характерны скрытность и труднодоступность, на которые неоднократно указывает и сам мыслитель: «Подобно тому, как писарь использует три вида письма. Один из его видов может читать только он сам. Другой могут читать и сам и другие. Третий вид не могут читать ни он сам, ни другие. Я тоже произношу слова, которых не понимаю ни сам, ни остальные». Поэтому в определении основ учения и мировоззрения этого мыслителя, который по своему образу жизни, поведения и взглядам является как бы Сократом персидской философии, можно столкнуться со многими трудностями.

## Память
В городе Хой, Западный Азербайджан, Иран находится минарет Шамса Тебризи.